# 慶暦の党議
慶暦の党議（けいれきのとうぎ）とは、北宋の第4代皇帝仁宗の時代、慶暦年間前後におきた論争。「朋党」を組むことの是非も合わせて問われたことからその名称がある。

## 概要
明道2年（1033年）に仁宗が郭皇后を廃そうとした際に、諌官であった范仲淹らが国母である皇后を軽々しく廃することに反対するとともに、同平章事（宰相）の呂夷簡が皇后との確執からこの動きを主導したとして批判を行ったことに由来する。
呂夷簡は范仲淹を左遷したが、景祐3年（1036年）に范仲淹らは再び呂夷簡が自派で政府を固めていることなどを批判し、余靖や欧陽脩などもこれに同調した。だが、実務派の宰相として仁宗の信任が厚かった呂夷簡は動ずることなく彼らを左遷し、彼らが「朋党」を組んで政治批判を行っていることを批判した。欧陽脩が『朋党論』を書いて“君子の朋党”を擁護したのはこの時のことである。
慶暦3年（1043年）、呂夷簡が退くと、范仲淹・余靖・欧陽脩らが召し出されて彼らが中心となって改革（慶暦の新政）を行おうとするが、今度は新しい政府に対する批判が行われ、改革がほとんど実現することなく、范仲淹らは失脚することになる。以後、時の政権に対して反対派が党派を組んで批判を行うことがしばしば行われ、その過熱が北宋を衰退させる一因ともなった。